# ディープ・ソート
ディープ・ソート（Deep Thought）は、アメリカ合衆国で開発されたチェスコンピュータである。
カーネギー・メロン大学で許峰雄らにより開発され、許らが大学卒業後にIBMに入社したのに伴い、IBMで開発が継続された。許がChipTestに続いて開発した2つ目のチェスコンピュータであり、後にディープ・ソートを元にして「ディープ・ブルー」が開発された。ディープ・ソートの開発チームには、許の他にトーマス・アナンサラマン、マイク・ブラウン、マレー・キャンベル、アンドレアス・ノワティクらがいる。
「ディープ・ソート」という名前は、ダグラス・アダムスのSFシリーズ『銀河ヒッチハイク・ガイド』に登場するコンピュータ「ディープ・ソート」から名付けられた。この命名法は、後継の「ディープ・ブルー」にも受け継がれているほか、他のコンピュータチェスソフトでも、これらに倣って「ディープ」を名前に冠する物が多くなっている（ディープ・フリッツなど）。
1988年にトーナメント戦でグランドマスターのベント・ラーセンを破り、世界で初めてグランドマスターに勝ったコンピュータとなった。しかし、1989年のチェスの世界チャンピオンのガルリ・カスパロフとの2ゲームマッチには敗れ、マイケル・ヴァルヴォとの通信チェスでの対戦にも敗れた。
ディープ・ソートは、1988年の北米コンピュータチェス選手権、1989年の世界コンピュータチェス選手権で優勝した。アメリカ合衆国チェス連盟(USCF)によるディープ・ソートのレーティングは2551だった。1994年、改良版のディープ・ソート2が北米コンピュータチェス選手権で5度目（ディープ・ソートからの通算）の優勝を果たした。ディープ・ソート2のレーティングは2600程度と推定される。この大会はIBMが後援していた。
ディープ・ソートのアルゴリズムは非常に単純な評価関数であるが、1ムーブあたり5億通りの手を読むことができ、複雑な局面であっても10～11手先を読むのに十分な性能を持っていた。